# 寒冷麻酔
寒冷麻酔（かんれいますい、独: Kälteanästhesie）は、局所麻酔または区域麻酔の一種であり、患部を冷やして神経伝導を阻み、その結果、痛みを一定期間低下させるものである。麻酔法が未発達であった時代に行われた。現代では、 冷却スプレーが、打撲や捻挫などのスポーツ外傷によく使用されるが、感覚を鈍らせているだけで治療効果は無く、組織障害を引き起こす可能性がある。

## 歴史
1661年、トーマス・バルトリンは、氷や雪を当てることで鎮痛のために局所的に冷やす方法を、ナポリの解剖学者であり外科医であったマルコ・アウレリオ・セヴェリーノ（Marco Aurelio Severino）に学んだと"De nivis usu medico observationes variae"で報告している。1807年の冬（アイラウの戦いの後）、ナポレオンの侍医の野戦外科医は、外気温が氷点下19℃ではほとんど痛みを感じることなく四肢の切断手術ができることを観察した。 ベルリンのシャリテ病院の医師であるエルンスト・ホルンも、関節の傷を冷やすことを勧めた。1834年から1849年にかけてブライトンでは、ジェームズ・アーノット（James Arnott、1797～1883年）が、氷と塩を入れたガーゼ袋を当てることで、生命を脅かす可能性のあるエーテル麻酔やクロロホルム麻酔を使わずに、さまざまな（体表面に近い）外科処置に十分な局所麻酔を行うことができた。冷やすことで炎症のリスクも軽減された。ベンジャミン・ウォード・リチャードソン（Benjamin Ward Richardsonジョン・スノウの弟子）とヨハン・バプティスト・ロッテンシュタインによって1866/1867年にエーテルスプレーが導入された。1866年には、リチャードソンが、すでにエーテルとクロロホルムの蒸発冷却を局所麻酔に使用していた。リチャードソンは、組織層を徐々に凍らせることで、エーテルスプレーを使用してほとんど痛みのない帝王切開を行ったとされる。1888年、ジュネーブの医師Camille Redart（1841-1910）によってドライアイスまたは塩化エチルが局所麻酔薬として使用された。Redartは、クロロエタンやブロモエタンの塗布によって生じる気化熱を、1882年には早くも外科および歯科診療において局所組織の凍結に使用していたとも言われる。19世紀と20世紀には、手術する手足からの寒冷の放散を遅らせるために止血帯を追加装着するなど、寒冷麻酔の他の多くの方法が試された。H.E.モックとE.モック Jr.は、1943年にこの方法で行った101例の切断について報告しているが、創傷治癒の遅延が観察されている。